# Evan Ravenel
Evan Ravenel (Tampa, 24 novembre 1989) è un cestista statunitense.

## Palmarès
- Coppa di Bulgaria: 1

Rilski Sportist: 2018